# Star Lausanne Hockey-Club
Lo Star Lausanne Hockey-Club (abbreviato Star Lausanne HC) è stata una squadra di hockey su ghiaccio svizzera, fondata nel 1923 con sede a Losanna.
Nel 2016 la squadra ha avuto una fusione con l'HC Forward Morges ed è nato così l'HC Star-Forward, che milita in Prima Lega.

## Cronologia
- 1922-1926: ?
- 1926-1936: 1º livello
- 1936-1937: ?

## Palmarès
Campionato Internazionale: 1 secondo posto
1928-29
 Campionato Nazionale: 1 secondo posto
1929-30